# Manila Nazzaro
Manila Nazzaro (Foggia, 10 ottobre 1977) è una conduttrice televisiva, conduttrice radiofonica, attrice teatrale ed ex modella italiana, eletta Miss Italia 1999.

## Biografia
Dopo aver frequentato l'istituto tecnico Notarangelo-Rosati di Foggia, si iscrive alla facoltà di medicina e chirurgia dell'Università di Chieti, senza tuttavia terminare gli studi per dedicarsi alla carriera artistica; nel 1999, comunque, diventa socio onorario SISM (Segretariato Italiano Studenti in Medicina). Dopo aver partecipato una prima volta nel 1996 alla 57ª edizione di Miss Italia, nel 1999 viene eletta 60ª Miss Italia; entrambe le volte ha partecipato come Miss Puglia. Nel 1999 oltre a vincere il titolo nazionale (prima e unica proveniente dalla sua regione), ha conquistato anche il titolo di Miss Cinema ed il secondo posto di Miss Eleganza. Successivamente è stata testimonial di diverse campagne pubblicitarie e telepromozioni ed inoltre inizia a studiare recitazione, seguita da Isabella Del Bianco, presso il Teatro Azione di Roma.
Dopo aver partecipato, tra il 2000 e il 2003, ad alcuni spettacoli teatrali, tra cui: Casa di bambola di Henrik Ibsen, Tre sorelle di Anton Čechov, Antigone di Jean Anouilh, nella stagione teatrale 2003-2004 è stata la protagonista femminile de Il paradiso può attendere, di Harry Segall, con Gianfranco D'Angelo, che ne cura anche la regia insieme con Anna Lezzi. Nella stagione successiva è stata protagonista del musical Scanzonatissimo di Dino Verde, regia di Carlo Nistri. Nel 2005 è stata la presentatrice della TV interattiva Music Box Italia e testimonial dell'Alitalia.
Nel 2007 è tornata a recitare in teatro in Bed and Breakfast di Guido Polto e Claudia Poggiani, con Salvatore Marino. Tra il 2008 e il 2009 ha preso parte allo spettacolo del Bagaglino, Sex and Italy: una piccola storia d'Italia attraverso il sesso, come primadonna. Nell'aprile 2009 è stata su Canale 5 con Bellissima - Cabaret anticrisi, programma del Bagaglino dal Salone Margherita. Nel 2009 ha condotto insieme a Raffaello Tonon Miss Italia Channel. Nel 2010 è stata una delle inviate della diciannovesima edizione de La partita del cuore, condotta da Fabrizio Frizzi e Milly Carlucci su Rai 1.
Nelle stagioni televisive 2014-2015 e 2015-2016 è una delle inviate del programma Mezzogiorno in famiglia, in onda su Rai 2. Per lo stesso programma, nella stagione televisiva 2016-2017 diventa co-conduttrice in studio insieme a Massimiliano Ossini.
Da ottobre 2017 entra a far parte della famiglia di RTL 102.5 conducendo lo spazio radiofonico Pane, amore e Zeta Weekend ogni sabato e domenica dalle 12 alle 15 su Radio Zeta. In seguito conduce insieme a Valeria Graci dal lunedì al venerdì la trasmissione Zeta a pois e il mercoledì e venerdì cura il #SocialCorner di RTL 102.5. A settembre 2018 conduce lo spazio Pane, amore e Zeta e dal 2019 tutti i weekend conduce lo spazio Buongiorno Zeta sempre su Radio Zeta. Nel dicembre 2018 conduce Comò, programma di moda, cultura e territorio in onda su Telenorba tutte le domeniche alle 19:30. Dal 2019 viene scelta come Testimonial ufficiale di Truelash e di Queen Helena. Il 6 settembre 2019 torna a Miss Italia nelle vesti di giurata in occasione dell'ottantesima edizione del corcorso, in onda su Rai 1, esperienza che ripeterà anche l'anno successivo per l'ottantunesima edizione. Nell'estate del 2020 partecipa con il compagno di allora, Lorenzo Amoruso all'ottava edizione di Temptation Island e, nel mese di agosto, insieme a Federico Quaranta e Laura Forgia, conduce in seconda serata su Rai 2 il programma E la chiamano estate.
Da settembre 2021 al marzo 2022 è stata una delle concorrenti della sesta edizione del Grande Fratello VIP, condotta da Alfonso Signorini. Contestualmente, il 2 settembre 2021, è uscita la sua prima autobiografia Cintura rosa di sopravvivenza per Rogiosi editore. L'11 marzo, nel corso della semifinale, è stata eliminata dal programma con il 38% dei voti. Reduce dal programma Mediaset, è ritornata in radio conducendo W L'Italia su RTL 102.5, con Valeria Graci e Charlie Gnocchi. A marzo 2023 è entrata a Rai Radio Tutta Italiana dove conduce tutte le mattine il programma "Mattina Italiana" (Premio Microfono d'Oro 2023), insieme a Julian Borghesan.
Nel 2025, in coppia con il marito Stefano Oradei, ha partecipato come concorrente al reality The Couple - Una vittoria per due, in onda su Canale 5 con la conduzione di Ilary Blasi.

## Vita privata
È stata sposata dal 2005 al 2017 con l'ex calciatore Francesco Cozza, dal quale ha avuto due figli: Francesco e Nicolas. Nel 2014 ha rivelato di essere affetta dalla malattia di Basedow-Graves. Dopo una relazione con Lorenzo Amoruso il 13 maggio 2024 sposa, in seconde nozze, Stefano Oradei, ballerino italiano e insegnante di ballo.

## Teatro
- Casa di bambola di Henrik Ibsen
- La casa di Bernarda Alba di Federico García Lorca
- Le tre sorelle di Anton Čechov
- L'isola degli schiavi di Marivaux
- Antigone di Jean Anouilh
- Il paradiso può attendere di Harry Segall, regia di Gianfranco D'Angelo e Anna Lezzi (2003-2004)
- Scanzonatissimo di Dino Verde, regia di Carlo Nistri - musical (2004-2005)
- Canto di Natale, di Charles Dickens, regia di Francesco Martinelli – recital (2006)
- Bed and Breakfast, di Guido Polito e Claudia Poggiani, regia di Silvio Giordani (2007)
- Cuori a perdere , di Ciro Ceruti e Ciro Villano, regia di Claudio Insegno (2007)
- Sex and Italy, testo e regia di Pier Francesco Pingitore (2008-2009)
- Tra lui & Lei, testo e regia di Geppi Di Stasio (2010)

## Programmi televisivi
- Miss Italia 1996 (Rai 1, 1996) - concorrente
- Miss Italia 1999 (Rai 1, 1999) - vincitrice
- Let's Miss Again (Rai 1, 2000)
- Premio regia televisiva (Rai 1, 2000) - co-conduttrice
- Dietro le quinte di Miss Italia (Rai 1, 2001)
- Aspettando Miss Italia nel mondo (Rai 1, 2002)
- Miss Italia nel mondo (Rai 1, 2002)
- Quelli che il calcio (Rai 2, 2001-2002) - inviata
- Music Box Italia (2005)
- Bellissima - Cabaret anticrisi (Canale 5, 2009)
- Miss Italia Channel (2009)
- La partita del cuore (Rai 1, 2010-2011) - inviata
- Mezzogiorno in famiglia (Rai 2, 2014-2017) - inviata (2014-2015 e 2015-2016), co-conduttrice (2016-2017)
- Comò (Telenorba, 2018-2019)
- Miss Italia (Rai 1, 2019; web streaming, 2020) - giurata
- Temptation Island (Canale 5, 2020) - concorrente
- E la chiamano estate (Rai 2, 2020) - co-conduttrice
- Grande Fratello VIP (Canale 5, 2021-2022) - concorrente
- The Couple - Una vittoria per due (Canale 5, 2025) - concorrente

## Radio
- Pane, amore e Zeta Weekend (Radio Zeta, 2017)
- Zeta a pois (Radio Zeta, 2018)
- #SocialCorner (RTL 102.5, 2018-2022)
- Pane, amore e Zeta (Radio Zeta, 2018-2023)
- Buongiorno Zeta (Radio Zeta, 2019-2021)
- W L'Italia (RTL 102.5, 2022)
- Mattina Italiana (Rai Radio Tutta Italiana, dal 2023)

## Opere
- Cintura rosa di sopravvivenza, Napoli, Rogiosi editore, 2021, ISBN 978-8869504709.